# Ileostomia

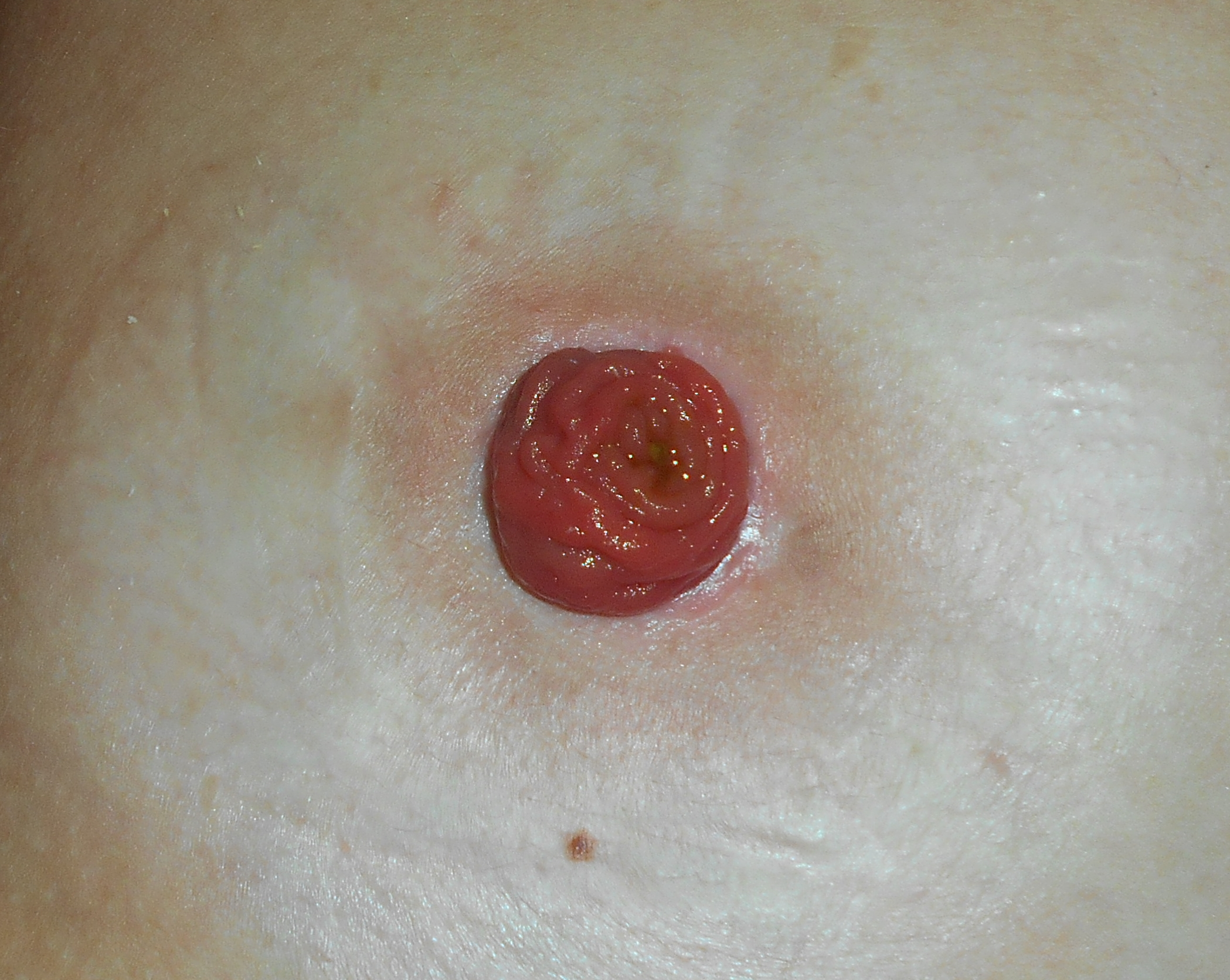
Ileostomia

L'ileostomia è una tecnica chirurgica che consente l'apertura dell'ileo sulla superficie addominale.

## Indicazioni
Tale procedura viene eseguita in caso di:
- Malattia di Crohn
- Colite ulcerosa
- Presenza di masse tumorali situate all'intestino crasso
- Colon tossico

## Tipologia
Può essere laterale (utilizzata di rado) o terminale.

## Pre-intervento
Prima dell'intervento il paziente deve assumere pochi cibi solidi sino ad annullarli completamente nelle ultime 24 ore che precedono l'operazione, assumendo nel caso antibiotici.

## Intervento
Si opera principalmente la fossa iliaca destra fra ombelico e spina iliaca anteriore; si può intervenire con una ileostomia temporanea collegando il tratto prossimale a quello distale; invece con la forma definitiva (permanente), la parte danneggiata viene completamente eliminata.